# Großschwabhäuser Hain
Das Naturschutzgebiet Großschwabhäuser Hain liegt im Landkreis Weimarer Land in Thüringen südwestlich von Großschwabhausen und nordöstlich von Döbritschen. Nordwestlich des Gebietes verläuft die Landesstraße L 1060.

## Bedeutung
Das 53,9 ha große Gebiet mit der NSG-Nr. 74 wurde im Jahr 1996 unter Naturschutz gestellt.